# Даль (буква арабского алфавита)
Даль  (араб. دال‎) — восьмая буква арабского алфавита. Относится к солнечным буквам. Используется для обозначения звука «д».

## Соединение
Стоящая отдельно и в начале слова Даль пишется, как ﺩ; в конце и в середине слова — ـد.

## Абджадия
Букве соответствует число 4.

## Произношение
Звуку (д) присуще свойство, которое проявляется только тогда, когда он беззвучен (то есть пришел с огласовкой «сукун»). Юшманов Н. В. называл это «спертоголосностью»
Арабские фонетики называют подобные звуки так:حُرُوفُ القَلْقَلَةِ
Их всего пять (основная статья — калькаля). Для легкости запоминания все буквы, обозначающие эти звуки собраны в одном коротком предложении:قًطْبُ جَدٌّ
Баранов Х. К. говорил, что это: «Звонкие взрывные согласные».